# ジェイソン・マーシャル
ジェイソン・マーシャル（Jason Marshall、1985年2月5日 - ）は、カナダのラグビー選手。

## プロフィール
- カナダ・ノースバンクーバー出身[1]。
- ポジションはプロップ(PR)。
- 身長 190cm、体重 108kg
- カナダ代表通算キャップ数は31でラグビーワールドカップ2011のカナダ代表に選ばれた[2]。

## 略歴
オーリヤック、ラ・ロシェル、ホークスベイを経て、2015年、SUアジャンに加入。同年、ラグビーワールドカップ2015のカナダ代表に選ばれたが、負傷で代表離脱。 